# Atenolol
L'atenolol és un blocador beta que s'utilitza principalment per tractar la tensió arterial alta i l'angina de pit. L'atenolol, però, no sembla que millori la mortalitat en persones amb pressió arterial alta. Altres usos inclouen la prevenció de les migranyes i el tractament de batecs cardíacs irregulars. Es pren oral (per la boca) o per injecció intravenosa (injecció en vena). També es pot utilitzar amb altres medicaments per la pressió arterial.
Els efectes secundaris comuns inclouen sensació de cansament, insuficiència cardíaca, mareig, depressió i sensació de falta d'aire. Altres efectes secundaris greus inclouen espasme bronquial. No es recomana l'ús durant l'embaràs i es prefereixen medicaments alternatius durant la lactància materna. Funciona bloquejant els receptors adrenèrgics β1 al cor, disminuint així la freqüència cardíaca i càrrega de treball.
L'atenolol va ser patentat el 1969 i aprovat per a ús mèdic el 1975. Està a la Llista de medicaments essencials de l'Organització Mundial de la Salut, en la categoria de medicaments genèrics. Està comercialitzat, a Espanya, com a EFG, Tenormin i Blokium.